# Свети Илия (Пожаране)
Вижте пояснителната страница за други значения на Свети Никола.
„Свети Илия“, известна като Илиница (на македонска литературна норма: „Свети Илија“), е късновъзрожденска църква в положкото село Пожаране, Република Македония, част от Тетовско-Гостиварската епархия на Македонската православна църква – Охридска архиепископия.
Църквата е изградена в 1902 година югоизточно от селото. До нея води асфалтов път. Ктитори са Герасим, Наумче и Яков Тофилоски. В 2009 година църквата е възобновена.